# Brendan Vink
Brendan Vink (* 8. Februar 1990 in Adelaide, Australien) ist ein australischer Wrestler. Er steht derzeit bei der WWE unter Vertrag und tritt regelmäßig in deren Show NXT auf.

## Wrestling-Karriere

### Anfänge (2008–2018)
Vink debütierte am 31. Mai 2008 unter dem Ringnamen Elliot Sexton. Sexton trat hauptsächlich in Australien in Promotionen wie Wrestle Rampage(WR) und Melbourne City Wrestling (MCW) auf. Während seiner Zeit in beiden Promotionen wurde Sexton einmaliger MCW-Schwergewichts-Champion und einmaliger WrestleRock-Champion. Im Jahr 2018 gab er sein internationales Debüt in Matches für die japanische Promotion New Japan Pro-Wrestling und die britische Promotion PROGRESS Wrestling.

### Evolve (2019–2020)
Vink gab sein Debüt für EVOLVE im Jahr 2019, im Rahmen der Zusammenarbeit von EVOLVE mit WWE bei EVOLVE 141, wo er Colby Corino in seinem ersten Kampf besiegte. Zudem besiegte er in seiner Evolve-Zeit AR Fox, Stephen Wolf, JD Drake und Leon Ruff.

### World Wrestling Entertainment (seit 2019)
Am 11. Februar 2019 wurde bekannt gegeben, dass Vink einen Vertrag mit WWE unterzeichnet hat. Vink debütierte am 15. März 2019 bei einer NXT Houseshow unter seinem richtigen Namen und besiegte Nick Comoroto. Den Rest des März und den folgenden Monat April verbrachte er mit Matches für diverse Houseshows. Vink gab sein Fernsehdebüt in der NXT-Folge vom 25. März 2020 und verlor gemeinsam mit Shane Thorne gegen Oney Lorcan und Danny Burch.
Im März 2020 trat Vink neben seinem ehemaligen TMDK-Kollegen Shane Thorne bei Raw auf, wo sie gegen Teams wie Street Profits, Cedric Alexander und Ricochet antraten, aber besiegt wurden. In der Folge von Raw vom 27. April wurden Thorne und Vink die neuesten Schüler von MVP, als er Alexander und Ricochet in der nächsten Woche zu einem Match in ihrem Namen herausforderte. In der Folge von Raw vom 4. Mai besiegten Thorne und Vink Alexander und Ricochet und holten sich ihren ersten Sieg.
Am 26. Oktober 2020 wurde bekannt gegeben, dass er wieder zurück zu NXT wechselt. Er nahm dort den Namen Tony Modra an. Am 24. Oktober 2023 gewann er zusammen mit Duke Hudson die NXT Tag Team Championship, hierfür besiegten sie Channing Lorenzo und Tony D’Angelo. Die Regentschaft hielt 21 Tage und sie verloren die Titel am 14. November 2023 zurück an Channing Lorenzo und Tony D’Angelo.

## Titel und Auszeichnungen
- Australian Wrestling Allstars
  - AWA Heavyweight Championship (1×)

- Melbourne City Wrestling
  - MCW Heavyweight Championship (1×)

- WrestleRock
  - WrestleRock Championship (1×)

- World Wrestling Entertainment
  - NXT Tag Team Championship (1×) mit Duke Hudson